# Peter Hollens
Peter Hollens je americký popový zpěvák, skladatel a producent. Hudebnímu stylu a cappella se věnuje už od roku 1999, kdy založil spolu s Leem de Silvem, Oregonskou univerzitou oceněnou, a cappella skupinu On The Rocks, známou jako první oficiální a cappella skupina v Oregonu.

## Kariéra
Peter původně pochází z Ashlandu v Oregonu, vystudoval Oregonskou univerzitu s bakalářským titulem z Hudby v pěveckých vystoupeních. Poté, co dostudoval, začal se více zajímat o a cappella včetně nahrávání, výrobu hudby a porotcování v mezinárodních a a cappella soutěžích po celých Spojených státech. V roce 2010 Peter vystoupil v americké hudební soutěži NBC Sing Off a obdržel uznání od tamních porotců Shawna Stockmana, Nicole Scherzingerové a Bena Foldse za své sólové vystoupení v kapele On the Rocks, jedné z předních amerických univerzitních a cappella skupin.
Peter nahrává a produkuje ze svého domácího studia v Eugenu v Oregonu a nedávno dokonce nahrával pro Sony a Epic Records. Své první a cappella album vydal v roce 2012. Je ženatý s Evynne Hollens, zakladatelkou a cappella skupiny Divisi.

## Diskografie
- Peter Hollens – Cover vol. 1 (2012) (official)
- Peter Hollens – Cover vol. 2 (2012) (official)

## Skladby
- A Boy and a Girl – feat. Evynne Hollens (4:20)
- Baba Yetu - feat. Malukah
- Born This Way – single (2:40)
- Brave – single (3:54)
- Carry On – feat. J Rice & Skylar Dayne & Runaground & Madilyn Bailey & Ali Brustofski (3:08)
- Dark Side – feat. Madilyn Bailey (3:33)
- Don’t Stop Me Now – feat. George Watsky (3:32)
- Double Down – feat. Jonathan Wong (3:35)
- Falling Slowly – feat. Alex G (3:56)
- Firework – single (3:10)
- Game of Thrones – feat. Lindsey Stirling (2:48)
- Gotta Be You – feat. Colleen Ballinger & Miranda Sings (3:19)
- Hallelujah – feat. Alisha Popat (4:53)
- I Won’t Give Up - single (4:00)
- iPhone VS Droid – feat. J Rice (2:10)
- It Will Rain – single (4:14)
- It’s Time – feat. Tyler Ward (3:43)
- Les Miserables Medley – feat. Evynne Hollens (3:58)
- Lights – feat. Eppic (3:30)
- Lullaby – single (3:31)
- Misty Mountains – feat. Jun Sung Ahn (4:17)
- Moves Like Jagger – feat. Savannah Outen (3:20)
- Need You Now – feat. Evynne Hollens & Jake Moulton (2:46)
- Not Over You – single (3:35)
- Poor Wayfaring Stranger – feat. Swingle Singers (4:26)
- Pray – feat. Therry Thomas & Courtney Jensen (3:32)
- Seasons of Love – feat. Evynne Hollens (2:47)
- Silent Night – feat. Savannah Outen (2:12)
- Skyrim Main Theme – feat. Lindsey Stirling (3:15)
- Sleepwalking – single (4:05)
- Some Nights – single (4:23)
- Somebody That I Used To Know – feat. Evynne Hollens (4:00)
- Take It Slow – single (1:38)
- The Christmas Song - single (2:29)
- The Lazy Politicians Song – feat. Luke Conard & Ingrid Nilsen & Jason Munday & Joey Graceffa & Dane Johnson & Sawyer Hartman (3:11)
- The Prayer – feat. Evynne Hollens (4:14)
- Turn Up the Music – feat. Scott Hoying (3:48)
- Turning Tables / Someone Like You – single (4:12)
- We Are Never Ever Getting Back Together – Landon Austin (3:12)
- What’s My Name / Only Girl – single (2:58)
- Wide Awake – feat. Chris Thompson (3:44)
- Without You – feat. J Rice (3:32)